# Badia Masabni
Badia Masabni (en arabe : بديعة مصابني), née Wadiha Masabni en arabe : وديعة مصابني) en 1892 à Damas, morte en 1974 à Zahlé, est une actrice, une danseuse orientale et une femme d'affaires libano-syro-égyptienne née d'un père libanais et d'une mère syrienne, connue pour l'ouverture d'une série de lieux de spectacle au Caire à partir des années 1920.

## Biographie
Elle est née en 1892 à Damas, dans l'Empire Ottoman à l'époque, au sein d'une fratrie de sept frères et sœurs, d'un père libanais et d'une mère syrienne. Elle est chrétienne orthodoxe. Son père possède une savonnerie, mais meurt alors qu'elle est encore enfant. La situation financière de la famille se dégrade fortement après ce décès. Sa scolarité s'arrête.
Elle-même est violée à 7 ans. Sa mère réagit fortement. Pour autant, si l'auteur de cette agression sexuelle est jugé et condamné, la famille subit ensuite un ostracisme et ressent paradoxalement une honte. Pendant quelques années, à la suite de cet événement, la famille quitte la Syrie pour l'Argentine, puis revient à Damas un peu avant la Première Guerre mondiale. Mais l'ostracisme resurgit.  

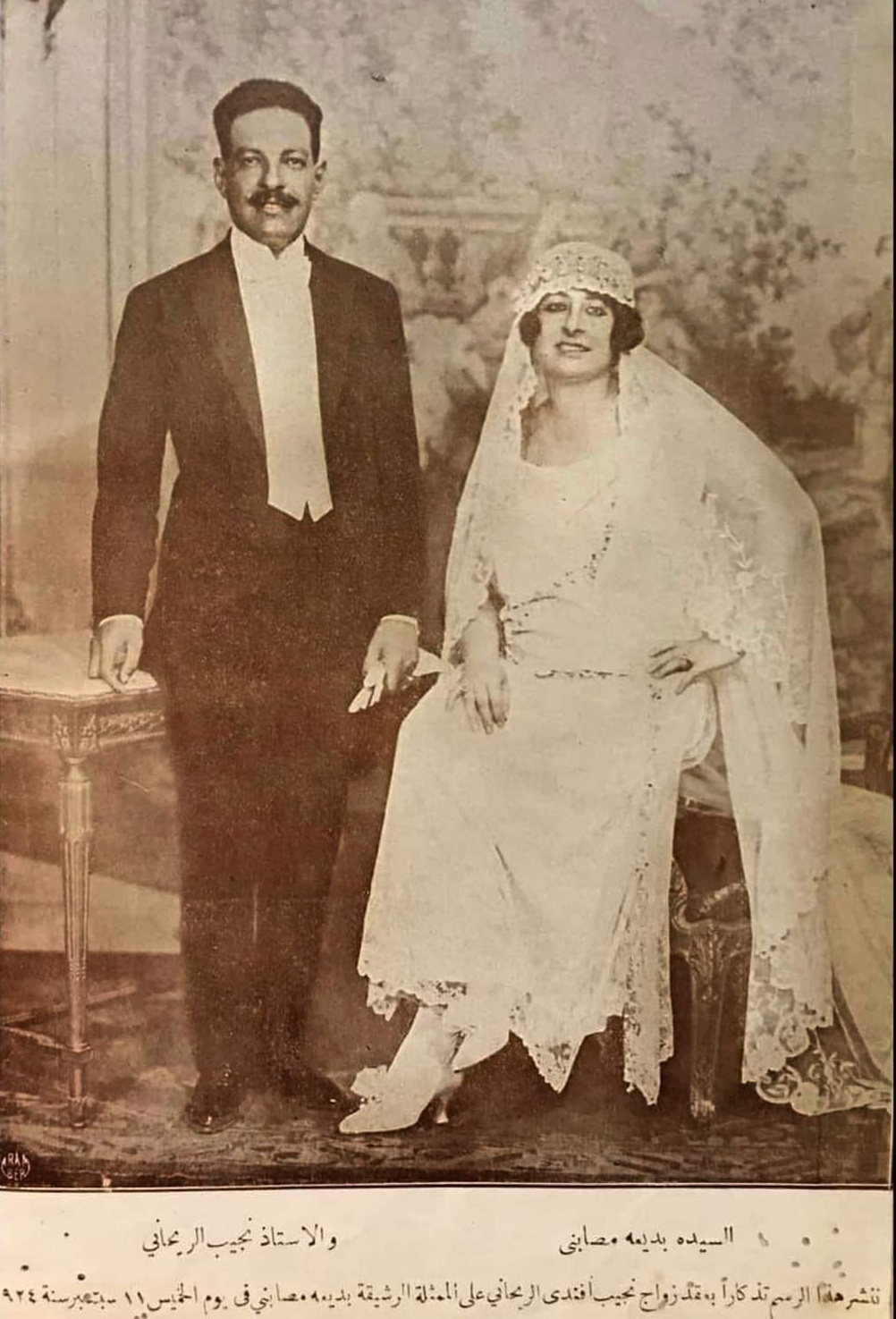
Naguib el-Rihani & Badia Masabni, le jour de leur mariage (11 septembre 1924).

Ne pouvant ni se marier, ni trouver un emploi stable, elle quitte Damas pour Beyrouth et y commence une activité artistique : elle chante et danse dans un cabaret dirigé par une Française. Elle rencontre aussi un comédien et metteur en scène égyptien, Naguib el-Rihani. Il devient son époux, et ils s'installent en Égypte : « J’ai décidé en mon for intérieur d’aller en Égypte parce que j’étais sûre de pouvoir danser et chanter là-bas. On disait que l’Égypte était le foyer de l’art en Orient et qu’il y avait des chanteuses très réputées », confie-t-elle ultérieurement,.

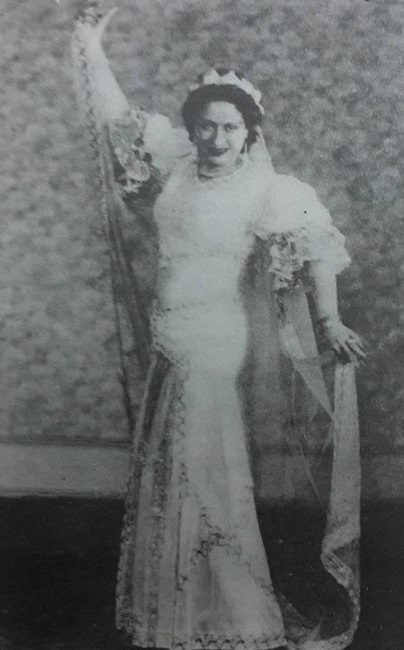
Badi'a Massabni dansant à son mariage, le 11 septembre 1924.

En 1926, elle ouvre à Alexandrie, un premier lieu de spectacle et de danse. Puis un autre à Giza en 1930. Le Caire devient la capitale de ce type de spectacle dans les années 1930. Si de nos jours, c’est cette forme égyptienne, le Raqs al sharqi, qui domine dans les cours et les spectacles de danse orientale, c’est en raison de la notoriété acquise par les danseuses égyptiennes à cette époque. Les danseuses orientales les plus notoires, Samia Gamal ou Taheyya Kariokka notamment, commencent leur parcours dans ses établissements, et sont formées entre autres par des professeurs de ballet classique ce qui permet de fusionner une gestuelle orientale (mouvements du bassin et du tronc) avec des mouvements plus adaptés à des spectacles de scène (déplacements, arabesques, tours...). Des danses non orientales telles que la samba, la rumba, et des formes occidentales telles que le music-hall, la comédie musicale, l'opérette, côtoient et interfèrent avec les danses traditionnelles et les traditions populaires égyptiennes, ou syriennes. 
Elle même se produit sur scène (et joue également dans les premiers films égyptiens de l'entre-deux-guerres). Mais elle dirige aussi, en femme d'affaires, ses établissements,. Après une période plus difficile à la suite de l'échec d'un film, elle ouvre, en 1940 ou un peu avant, dans le centre du Caire, près de l'opéra khédival, la salle mythique du Casino Opéra. Le déclenchement de la Seconde Guerre mondiale apporte dans ses salles une clientèle additionnelle : « Avec la déclaration de la Seconde Guerre mondiale, une nouvelle étape dans la vie artistique égyptienne commence. Les militaires étrangers se sont précipités en quantité et ces lieux de loisirs ont connu un essor évident, et nous ne savions plus quoi faire avec ce grand nombre de clients ». Elle cesse son activité vers 1955, et revient finir ses jours au Liban.
Son nom est également le titre d'un film musical libanais, créé en 1975 par Hassan al-Imam, avec l'actrice Nadia Lutfi qui incarne son personnage à l'écran.
En 2021, elle est l'une des personnalités présentées dans l'exposition « Divas. D'Oum Kalthoum à Dalida » à l'Institut du monde arabe (Paris).